# Bretea Streiului, Hunedoara
Bretea Streiului este un sat în comuna Bretea Română din județul Hunedoara, Transilvania, România.

## Imagini

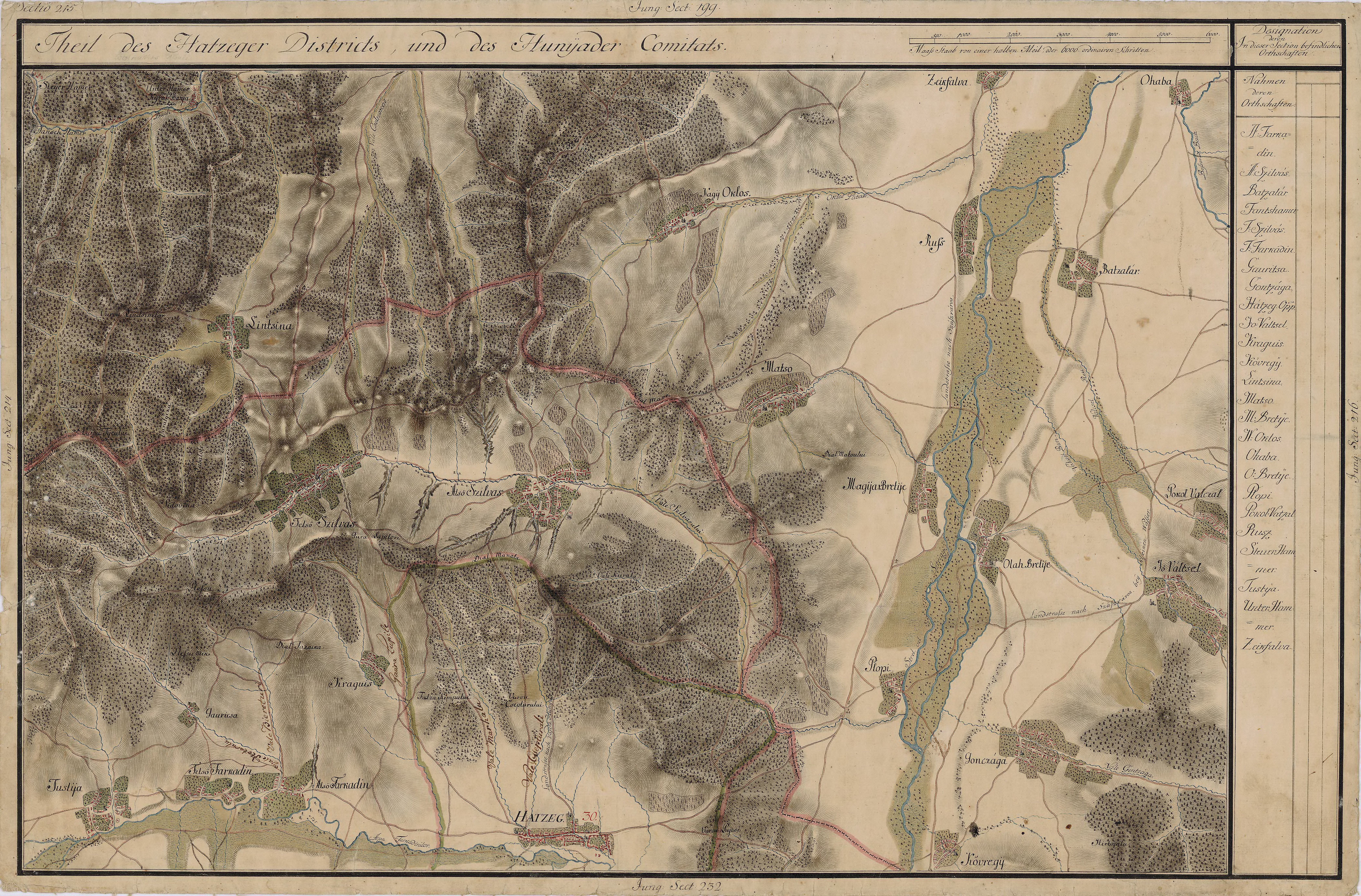
Bretea Streiului în Harta Iosefină a Transilvaniei, 1769-1773